# Morokweng
Kráter Morokweng je impaktní kráter ležící pod pouští Kalahari v blízkosti města Morokweng v Jihoafrické republice v Severozápadní provincii, blízko hranic s Botswanou.
Kráter vytvořil asteroid o průměru 5 až 10 km, v průměru má zhruba 70 km a jeho stáří se odhaduje na 145 milionů let, což je doba odpovídající hranici jury a křídy. Objeven byl v roce 1994, není vystaven na povrchu, byl tudíž mapován pomocí magnetických a gravitačních průzkumů. Vzorky ukázaly, že byl vytvořen dopadem asteroidu typu L chondrit.
V květnu 2006 oznámila skupina vědců objev 25 cm velkého fragmentu původního asteroidu v hloubce 770 metrů pod povrchem, spolu s několika mnohem menšími kousky, o velikosti několika milimetrů v jiných hloubkách. Toto zjištění bylo neočekávané, protože předchozí vrty ve velkých impaktní kráterech nepřinesly takovéto fragmenty, a proto se předpokládalo, že se dopadající asteroidy téměř úplně vypařily. Některé z fragmentů jsou vystaveny v Science Museum v Londýně.